# Campeonato de España de Ciclismo en Ruta 1930
El XXX Campeonato de España de Ciclismo en Ruta se disputó en Barcelona el 26 de octubre de 1930. La prueba se disputó en formato contrarreloj sobre una distancia de 150 kilómetros.
El ganador de la prueba fue el corredor Mariano Cañardo, que puso punto final a una temporada absolutamente extraordinaria. Luciano Montero y José María Sans completaron el podio. Este es el primer título de Cañardo de los cuatro que acabaría ganando. 

## Clasificación final
| Pos. | Ciclista         | Equipo | Tiempo    |
| ---- | ---------------- | ------ | --------- |
| 1.   | Mariano Cañardo  | -      | 4h 33'05" |
| 2.   | Luciano Montero  | -      | a 8'11"   |
| 3.   | José María Sans  | -      | a 8'25"   |
| 4.   | Telmo García     | -      | a 9'52"   |
| 5.   | Francisco Llana  | -      | a 10'48"  |
| 6.   | Vicente Albiñana | -      | a 11'05"  |
| 7.   | Juan Mateu       | -      | a 16'14"  |
| 8.   | Saturnino Alonso | -      | a 28'26"  |